# Elgiva
Santa Elgiva († 944) fue la primera esposa de Edmundo I el Magnífico, rey de Inglaterra, con el que se casó alrededor del año 940. Su filiación es desconocida.
De su enlace nacen 1 hija y 2 hijos, los reyes Edwy y Edgar.
Al parecer, entra como monja a la abadía de Shaftesbury, en Dorset -lo que da a suponer que poco antes su matrimonio habría sido anulado-, donde murió en el año 944, siendo sepultada allí mismo. Posteriormente fue canonizada.